# Evert Rein van Nes van Meerkerk
Evert Rein van Nes van Meerkerk (Zwolle, 12 april 1849 - Den Haag, 21 december 1926) was een Nerlands waterbouwkundige. Hij was de zoon van Jacob Evert van Nes van Meerkerk, rechter bij het gerechtshof, en Gerridina Anna Elisabeth Roijer.

## Jeugd, opleiding en eerste werkkring
Hij volgde de HBS in Zwolle, waar hij een van de eerste leerlingen was. Hij haalde het diploma in 1866, waarna ging studeren aan de Polytechnische School te Delft. In 1871 studeerde hij af als civiel ingenieur. In de Delftsche Studentenalmanak van 1872 publiceerde hij een bijdrage met een kritische beoordeling over de wijze waarop het examen afgenomen werd.
Na zijn afstuderen kwam  hij in dienst bij de firma Docen, Van Heemstra en Kuinders, voor wie hij opmetingen en opnemingen deed en ontwerpen en begrotingen maakte voor lokaalspoorwegen. Deze firma huurde vaak pas afgestudeerden in voor het inmeten van het tracé van dit soort spoorlijnen.

## Eerste waterstaatsfuncties
Na vergelijkend examen werd hij op 3 februari 1873 benoemd tot adspirant-ingenieur van de waterstaat. Hij was in Friesland werkzaam aan de vervaardiging van de waterstaatskaart en nadat hij op. 18 april 1874 tot ingenieur 3e klasse benoemd was, werd hij op 1 juni 1876 arrondissements-ingenieur te Zierikzee. Op 20 april 1877 is hij in Den Haag getrouwd met de acht jaar jongere Anna Christina van der Kemp, dochter van een  lid van de provinciale staten van Zuid Holland.
Omdat de provinciale dienst toen ook door de ingenieurs van Rijkswaterstaat werd waargenomen, was dit een belangrijke betrekking; zij strekte zich uit over de Zeeuwse eilanden ten noorden van de Oosterschelde. Hij hield over de onderzeese oevervallen in Zeeland op 8 november 1881 een voordracht in het Koninklijk Instituut van Ingenieurs.
Kort te voren was hij per 1 oktober 1881 naar Brielle overgeplaatst. In eerste instantie was hij daar druk bezig met onderhoud aan het Kanaal door Voorne. Maar maat een paar maanden later de Nieuwe Waterweg door baggerwerken sterk uitgediept was kwamen er daarna vrijwel geen zeeschepen door het Kanaal door Voorne. Van Nes gebruikte de tijd, die hij nu vrij had om voor enige bruggen over dit kanaal, die vernieuwd moesten worden, niet alleen het bestek en de bestektekeningen maar ook de detailtekeningen te maken, zodat (hetgeen in die tijd zelden voorkwam) de aannemer onmiddellijk na de aanbesteding met het werk kon beginnen, hetgeen een belangrijk financieel voordeel voor het Rijk betekende.
Op 1 Mei 1887 werd hij naar Breda overgeplaatst. Daar was toen weinig belangrijks te doen.

## Bureau Grote Rivieren
Vervolgens werd hij op 1 mei 1891 toegevoegd aan de hoofdingenieur voor de grote rivieren te 's-Gravenhage. Op dat bureau is hij heel lang gebleven, het grootste deel van die tijd diende hij onder ir. Schebbelie, die zeer met hem ingenomen, was, vooral omdat hij met grote ijver de vergunning-afhandeling deed, die ingevolge de wet van 24 Februari 1806 gegeven moesten worden. Hij was hierbij bijzonder punctueel, hetgeen wel eens aanleiding gaf tot wrijving met de arrondissements-ingenieurs. Hij nam, toen ir. Schnebbelie de dienst van inspecteur moest waarnemen, diens dienst waar van 20 april tot 1 november 1898, en daarna, na de benoeming van ir. Van Manen tot inspecteur weer van 1 oktober tot 1 november 1900.
Inmiddels was hi op 17 januari 1887 tot ingenieur 2e klasse, en op 27 oktober 1891 tot ingenieur le klasse bevorderd; verder volgde zijn benoeming tot hoofdingenieur-titulair op  24 juni 1903 en tot hoofdingenieur-directeur en op 29 augustus van het daaropvolgende de jaar.

## Hoofdingenieur-directeur in Noord-Brabant
Hij werd per 1 oktober 1903 met de dienst in Noord-Brabant belast en kreeg daar een zeer omvangrijke dienst. Hieronder vielen alle accessoire werken van de verlegging van de Maasmond (aanleg Bergsche Maas), namelijk hier hoorde alles bij wat niet direct met de verlegging van de rivier verband hield, waaronder de elektrische bemaling van ruim 30 polders, en verder de voorbereiding van de aanleg van het Wilhelminakanaal. Ter ere van zijn werkzaamheid op het bureau van ir. Schnebbelie was hij ridder in de orde van Oranje-Nassau geworden, bij de officiële opening op 18 augustus 1904 van de rivier werd hij ridder in de Orde van de Nederlandse Leeuw.
In 1908 heeft hij in Parijs op het Premier Congres Internationale de la route een bijdrage gegeven aan 1e section, 1e question met de wat cryptische  titel: “La route actuelle av. pls.”. Dit is het trésor van de bibliotheek van de TU Delft beschikbaar onder nr, 1058 G.

## Inspecteur-Generaal
Hij werd op 18 januari 1911 tot inspecteur-generaal benoemd en aanvaardde 1 mei van dat jaar de dienst in de 2de inspectie. Hij volgde daar ir. Welker op, die met pensioen ging en werd daardoor ook lid van de gemengde commissie voor de kanalisatie van de gemeenschappelijke Maas. De voorstellen van deze commissie hebben door de invloed van Antwerpen geen resultaat gehad, zodat Nederland gedwongen was op eigen kosten het Juliana-kanaal aan te leggen. Op 25 juni 1912 werd ir. Van Nes tot hoofdinspecteur-generaal benoemd.

## Pensioen
Hij werd op zijn verzoek bij Koninklijk besluit van 28 januari 1914, met ingang van 1 mei eervol ontslagen. Hij leed de laatste maanden aan een pijnlijke kwaal, maar stelde de operatie tot na zijn pensionering uit. De minister was over dit bewijs van dienstijver zo tevreden, dat hij hem voordroeg voor Commandeur in de orde van Oranje-Nassau, waarvan hij de versierselen kreeg op de dag van zijn afscheid uit de dienst.

Nadat hij kort voor 1 augustus 1914 uit het ziekenhuis als genezen ontslagen was, had hij met zijn echtgenote een grote  reis willen doen. Dit werd door de oorlog verhinderd, later is het er evenmin toe gekomen, ten gevolge van een verlamming aan een zijde, die het lopen slechts met hulp mogelijk maakte. Uiteindelijk is hij in december 1926 aan een longontsteking overleden.